# Ephedra (medicina)

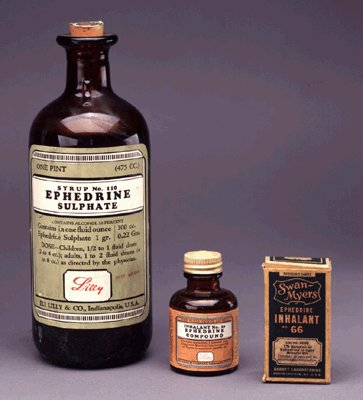
Embalagens de efedrina, um alcaloide presente em várias espécies do género Ephedra.

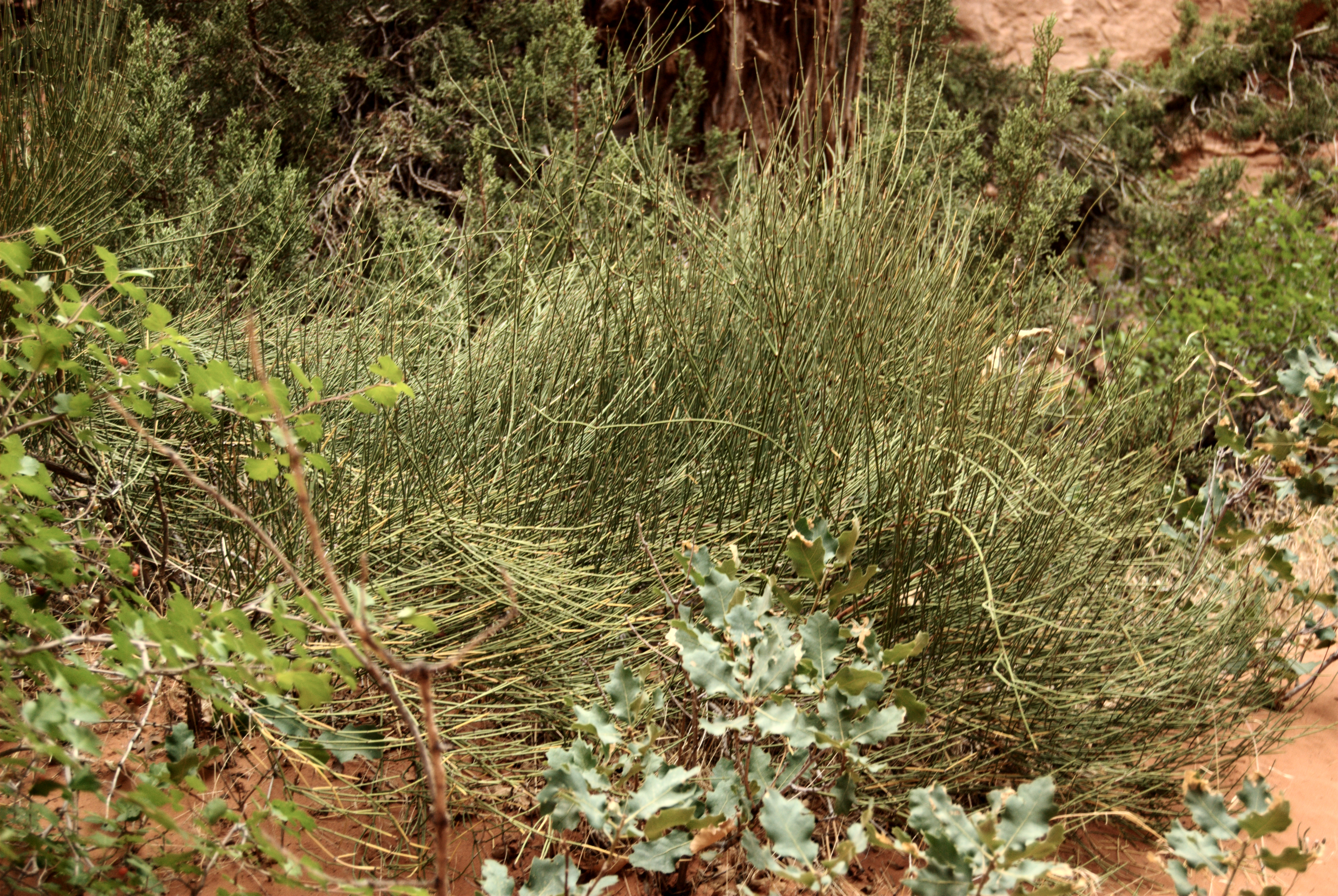
Ephedra funerea (chá-mormon) selvagem em Fiery Furnace no Arches National Park próximo de Moab, Utah

Efedra, por vezes referida como mahuang ouherba ephedra, é uma preparação medicinal de ervanária obtida a partir de plantas da espécie Ephedra sinica. Várias espécies adicionais pertencentes ao género Ephedra têm sido tradicionalmente utilizadas para uma variedade de fins medicinais, e são um possível candidato para a planta usada para produzir a bebida soma das religiões indo-iranianas. Este preparado é utilizada na medicina tradicional chinesa, na qual é designada por mahuang (chinês tradicional: 麻黃, chinês simplificado: 麻黄, pinyin: máhuáng, Wade–Giles: ma-huang, lit. ‘cânhamo-amarelo’), há mais de 5000 anos. Os povos aborígenes americanos e os pioneiros mórmones bebiam uma tisana feita a partir de outras espécies de Ephedra, chamado "chá-mórmon" e "chá-índio".

## Descrição
Os suplementos alimentares que contêm alcaloides de efedra foram considerados pouco seguros, com relatos de efeitos secundários graves e mortes relacionadas com o seu uso. Em resposta à acumulação de provas de efeitos adversos e mortes relacionadas com a efedrina, a U.S. Food and Drug Administration (FDA) proibiu a venda de suplementos contendo alcaloides de efedrina em 2004. A proibição foi contestada em tribunal pelos fabricantes de efedra, mas acabou por ser confirmada em 2006 pelo U.S. Court of Appeals for the Tenth Circuit. Os extractos de efedra que não contêm efedrina não foram proibidos pela FDA e continuam a ser vendidos legalmente.